# Stenodyneroides chevrieranus
Stenodyneroides chevrieranus är en stekelart som först beskrevs av Henri Saussure.  Stenodyneroides chevrieranus ingår i släktet Stenodyneroides och familjen Eumenidae. Inga underarter finns listade i Catalogue of Life.